# 스코엡피아과
스코엡피아과(Schoepfiacaceae)는 단향목에 속하는 속씨식물과의 하나이다. 이 과는 소수의 분류학자들만이 인정해 왔다. 통상적으로 이 과 식물들을 올락스과와 단향과로 분류해 왔다.
분자생물학적 연구에 의하면, 스코엡피아속(Schoepfia)은 미소덴드론과, 꼬리겨우살이과와 더 밀접한 관계에 있으며, 단계성 기준을 만족시키기 위해서는 올락스과를 배제해야만 한다. 그 후 연구에 의하면, 이전에 단향과로 분류하던,남아메리카에 자생하는 아르조나속(Arjona)과 쿠인카말리움속(Quinchamalium) 또한 이 과의 일부이다. 2009년의 APG III 분류 체계는 이 과를 인정하고 위에서 언급한 3개 속에 55종을 포함하여 이 과를 인정하고 있다.

## 하위 속
- 아르조나속 (Arjona) Cavanilles
- 쿠인카말리움속 (Quinchamalium) Molina
- 스코엡피아속 (Schoepfia) Schreber